# Флорес, Марсело
Марсе́ло Фло́рес Доррель (исп. Marcelo Flores Dorrell; род. 1 октября 2003, Georgetown, Онтарио, Канада) — мексиканский футболист, полузащитник клуба «УАНЛ Тигрес» и национальной сборной Мексики.
Флорес родился в Канаде в семье англичанки и бывшего мексиканского футболиста Рубена Флореса.

## Клубная карьера
Флорес — воспитанник английских клубов «Ипсвич Таун» и «Арсенал». С последней в октябре 2020 года подписал профессиональный контракт. Его впервые вызвали в основную команду «Арсенала» 4 апреля 2022 года, когда он оказался на скамейке запасных перед матчем с «Кристал Пэлас», но в матче он не появился.
20 июля 2022 года был отдан в аренду на сезон в испанский клуб «Реал Овьедо». 15 августа дебютировал на профессиональном уровне, выйдя на замену в матче Сегунды против «Андорры».
10 сентября 2023 года Марсело Флорес подписал контракт на четыре года с мексиканским клубом «УАНЛ Тигрес».

## Международная карьера
9 декабря 2021 года в товарищеском матче против сборной Чили Флорес дебютировал за сборную Мексики.